# 小門德雷斯河

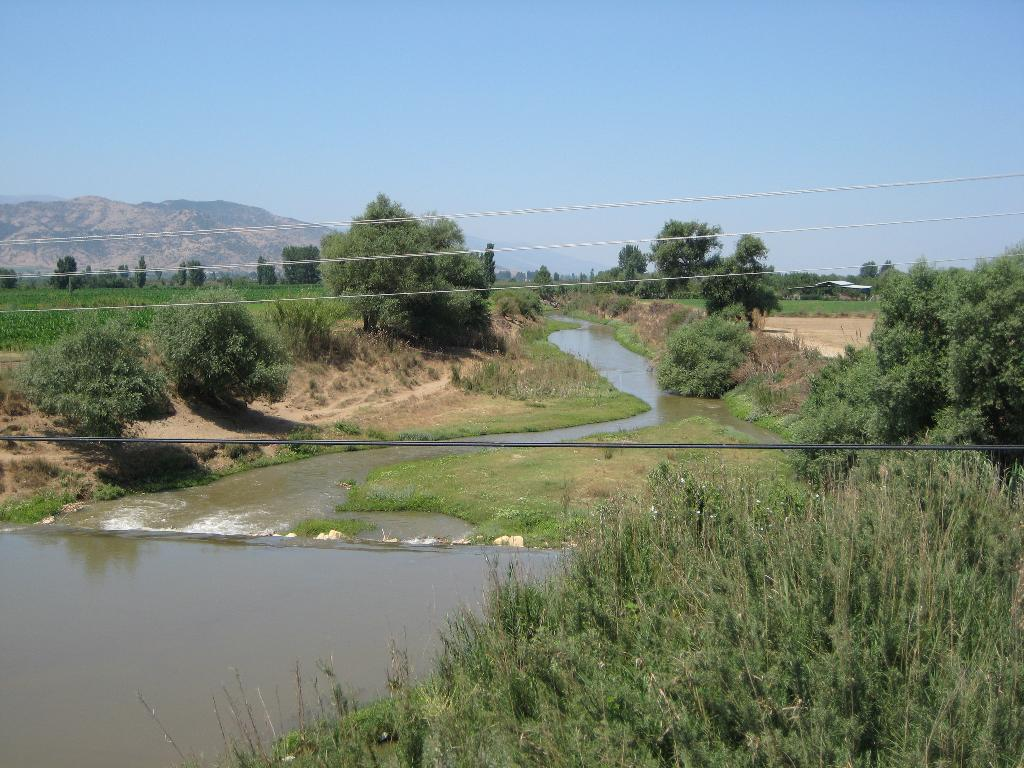
流經厄代米什一帶的小門德雷斯河

37°57′28″N 27°15′49″E / 37.9578°N 27.2635°E
小門德雷斯河（土耳其語：Küçük Menderes）即加斯他河（羅馬化：Káÿstros），是土耳其的河流，河道全長114公里，流域面積3,502平方公里，發源自貝伊達，最終在塞爾丘克附近注入愛琴海，平均流量每秒11.45立方米。